# Kungsholmens gymnasium/Stockholms musikgymnasium
Se även Stockholms musikgymnasium.
Kungsholmens gymnasium/Stockholms musikgymnasium är en gymnasieskola på Kungsholmen, Stockholm. Skolan ligger på den övre (västra) delen av Hantverkargatan, nära bland annat Fridhemsplan, Kronobergsparken och Rålambshovsparken.

## Historia
Skolan startade 1902 och var då ett lägre allmänt läroverk. 1905 ombildades den till en realskola och 1929 till ett högre allmänt läroverk. I perioden 1938 till 1968 bedrevs i skolbyggnaden också verksamheten för statens aftonskola för real- och studentexamen. Skolan kommunaliserades 1966 och fick från 1967 namnet Kungsholmens gymnasium som 1985 ändrades till det nuvarande. Studentexamen gavs mellan 1932 och 1968 och realexamen mellan 1907 och 1964.

## Sektioner och utbildningar
Skolan har tre sektioner med olika utbildningsprogram:
- En svensk sektion med natur- och samhällsvetenskapliga programmen samt humanistiska programmet.
- En körsektion (Stockholms musikgymnasium) med specialutformade natur- och samhällsprogram. Antagning till programmen görs dels utifrån poäng (betyg), dels utifrån ett antagningsprov i två delar: ett skriftligt musikprov och ett sångprov. Studenterna har inte rätt att göra ett omprov.[4]

- en internationell sektion med Natural Sciences Programme, Social Sciences Programme och International Business Programme.[5]

Vid skolan finns även ett språkintroduktionsprogram som vänder sig till personer mellan 16 och 20 år och som vill läsa vidare på gymnasiet, men saknar vissa språk- eller ämneskunskaper.
Konkurrensen för att få en plats på skolans utbildningar är hård och antagningspoängen till utbildningsprogrammen har sedan slutet av 1900-talet varit bland de högsta i landet.

## Byggnaden

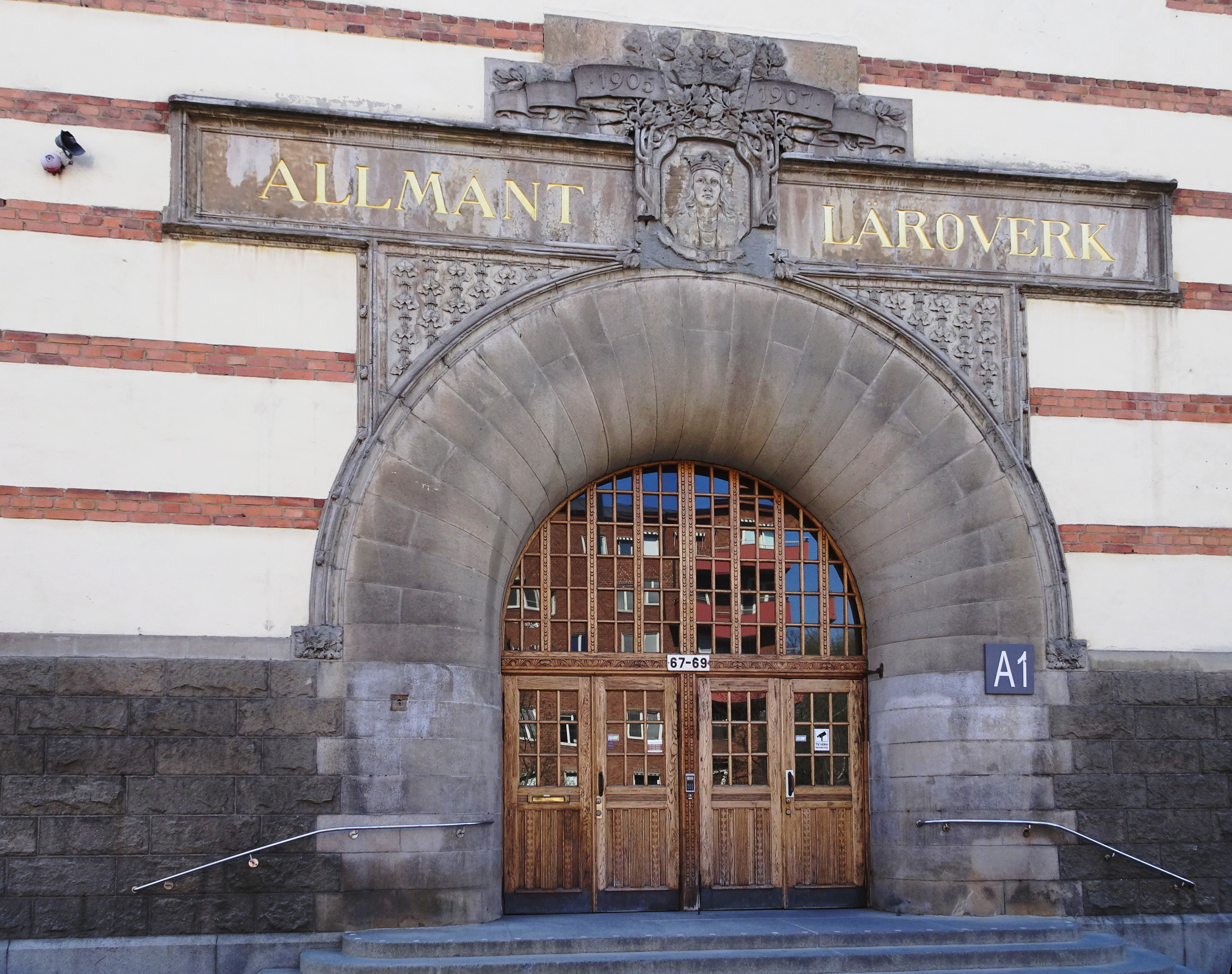
Entréportalen april 2019.

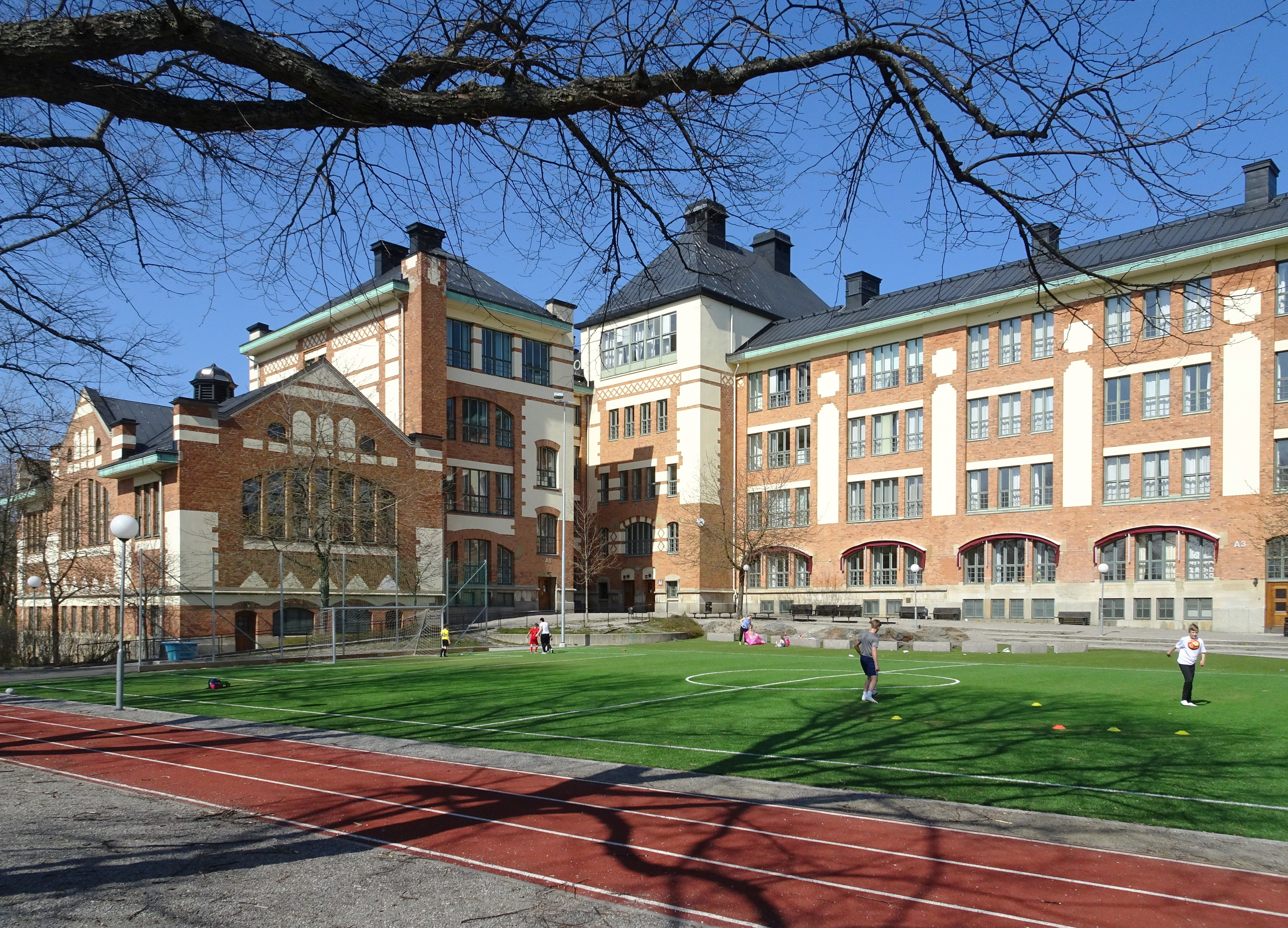
Fasader mot gården.

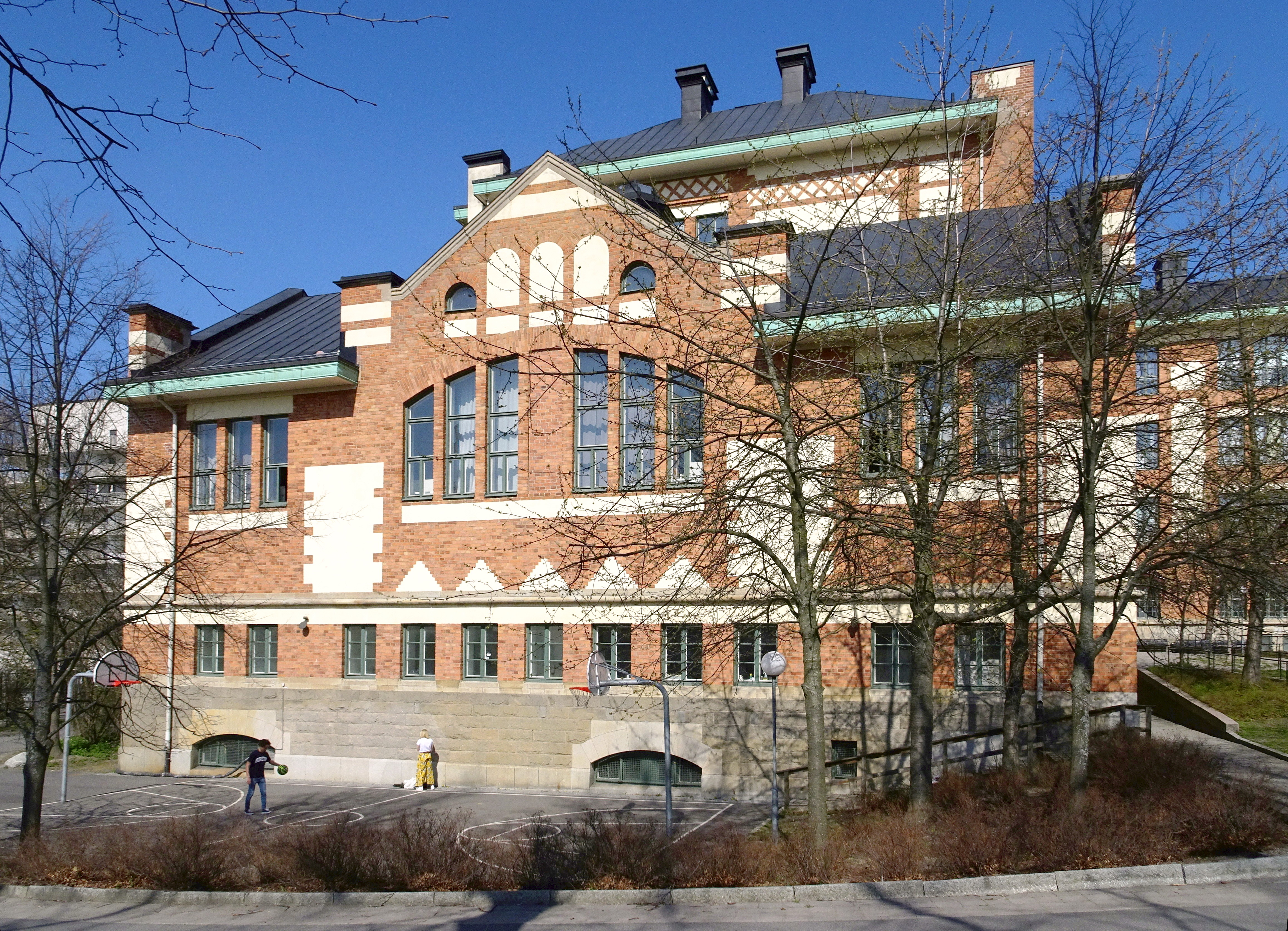
Fasader mot gården.

Skolan byggdes mellan 1904 och 1907 efter planritningar av arkitekt Georg Ringström medan fasaden troligtvis utformades av Axel Anderberg och invigdes som den modernaste realskolan för sin tid. Skolbyggnaden skiljer sig mycket från andra skolbyggnader från den tidsperioden. Istället för den typiska röda tegelbyggnaden (ex Södra Latin, Östra Real och Mariaskolan) byggdes skolan med en modern och nyskapande flärd i omväxlande ljusrött tegel och gulvit puts. Entréportalens kraftfulla inramning i sandsten är klart inspirerad av arkitektkollegan Ferdinand Boberg.
Stora korridors- och trapphusutrymmen, mängder av toaletter och tvåvåningsaula kännetecknar skolan. Byggnaden som huserar gymnasiet har renoverats flera gånger. Vid senaste renoveringen 1993-1994 (med evakuering till Nya Elementar i Åkeshov) togs de gamla målningarna i aulans tak fram. Vid samma tillfälle gjordes en stor utbyggnad mot öster och ett parkeringshus byggdes under skolan och ersatte de gamla skyddsrummen. Den ursprungliga byggnaden är blåmärkt av Stadsmuseet i Stockholm, vilket innebär att den utgör "synnerligen höga kulturhistoriska värden".

## Elevkår
Kungsholmens Gymnasiums Elevkår är Stockholms största elevkår samt Sveriges största elevkår mätt i termer av anslutningsgrad. I deras arbete jobbar de med bland annat bildning, elevfackliga frågor, sociala evenemang och att hjälpa alla elever med att känna sig hemma på skolan. Organisationen består av en styrelse, operativ ledning och utskott. Beslutandeordningen är i nedstigande ordning årsmöte, elevkårsmöte, administrativa styrelsen och operativa styrelsen. Elevkåren bildades 1992 och startade ett år senare Kungsholmens gymnasiums skoltidning (den tryckta föregångaren till dagens KZINE).

## Elevföreningar
Kungsholmens gymnasium har ett rikt föreningsliv med över 30 föreningar.

## Skoltidning
På skolan finns skoltidningen KZINE som bedriver diverse medieverksamhet genom eleverna på skolan. Huvudsaklig produktion sker via tidningens hemsida i form av nättidning, men även tryckta upplagor ges ut. I maj 2014 blev det klart att KZINE även skulle börja bedriva radioverksamhet. På årsmötet 2014 valdes Nils Jarlöv till ordförande för KZINE. Han efterträdde Beatrice Krüger och Phelan Chatterjee som delat på posten.
Föregångaren till KZINE, Kungsholmen Inofficial Website, startades 1998. Ett år senare gjordes hemsidan om till KZINE.com (Kungsholmen magazine) och 2006 fick KZINE den föreningsstruktur den har idag. Innan skoltidningen blev en webbtidning trycktes den och såldes i skolan. Första numret av tidningen, som då hette Kungsholmens gymnasiums skoltidning, gavs ut 1993. Chefredaktör var Anna Maria Forssberg.
KZINE mottog 2008 Lilla journalistpriset och  i december 2013 fick KZINE medial uppmärksamhet efter en artikel om censur i ett skolfoto, bland annat i Expressen och Nyheter24.

## Bemärkta elever
Artister och musikproducenter
- Arnthor Birgisson
- Emilia de Poret
- Ringmasters (Jakob Stenberg, Rasmus Krigström, Emanuel Roll och Martin Wahlgren)

Författare, journalister, samt radio- och tv-personligheter
- Bengt Feldreich
- David Lagercrantz
- Alexandra Pascalidou
- Klas Östergren

Skådespelare, regissörer och dramatiker
- Amalia Holm
- Måns Möller

Övriga
- Günther Mårder
- Olof K. Gustafsson[20]